# Серпез
Серпез (фр. Serpaize) — коммуна во Франции, находится в регионе Рона — Альпы. Департамент коммуны — Изер. Входит в состав кантона Вьен-1. Округ коммуны — Вьенн.
Код INSEE коммуны — 38484. Население коммуны на 2012 год составляло 1564 человека. Населённый пункт находится на высоте от 190 до 324 метров над уровнем моря. Муниципалитет расположен на расстоянии около 420 км юго-восточнее Парижа, 23 км южнее Лиона, 80 км северо-западнее Гренобля. Мэр коммуны — Max Kechichian, мандат действует на протяжении 2014—2020 гг.
Динамика населения (INSEE):